# Chicago (musical)
 For alternative betydninger, se Chicago (flertydig). (Se også artikler, som begynder med Chicago)
Chicago er en musical skrevet af komponisten John Kander og tekstforfatteren Fred Ebb, der havde premiere i 1975. Musicalen er baseret på et skuespil fra 1926 skrevet af journalisten Maurine Dallas Watkins og foregår i forbudstidens Chicago. Der er tale om en satirisk skildring af korruption i retssystemet samt behandlingen af kriminelle personer i medierne.
I originalopsætningen var Bob Fosse koreograf, og hans stil har siden haft indflydelse på senere opsætninger, herunder den succesrige filmatisering fra 2002. Efter planen skulle Fosse have instrueret filmen, men han døde, inden optagelserne gik i gang, og i stedet blev det Rob Marshall, der blev instruktør. Fosses stil er dog tydelig i dansescenerne.

## Handlingen
Velma Kelly er natklubsangerinde, der har myrdet sin mand og søster, da hun fandt dem i seng sammen. Hun er derfor fængslet ved starten på forestillingen, hvor hun synger "All That Jazz". I indledningen oplever man korpigen Roxie Hart myrde sin elsker, Fred Casely. Roxie overbeviser sin tøffelhelt af en mand, Amos, om, at Fred var indbrudstyv, og Amos dækker over Roxie over for politiet til Roxies glæde ("Funny Honey"). Men da politiet nævner den dræbtes navn, lægger Amos to og to sammen, sandheden kommer for dagen. Roxie arresteres og kommer i kvindeafdelingen af Cook County fængslet, hvor også Velma og andre mordersker er indsat ("Cell Block Tango").
Afdelingen styres af den korrupte "Mama" Morton, der baserer sit arbejde på "gensidig hjælp" ("When You're Good to Mama") mellem hende og de indsatte. Hun har hjulpet Velma til at komme på forsiderne af aviserne og fungerer i øvrigt som agent for Velma, der forventer snart at være tilbage på scenerne.
Velmas forsvarer er stjerneadvokaten Billy Flynn, der har flair for at få sine klienter (og sig selv) i medierne, og Roxie prøver at få ham til også at være sin forsvarer. Hun får Amos til at kontakte Flynn ("A Tap Dance"), og Flynn kaster snart sin energi på Roxie til Velmas store fortrydelse ("All I Care About Is Love"). En af hans metoder er at ændre på Roxies historie, så den kan bruges af tabloidjournalisten Mary Sunshine, der altid prøver at finde det gode i enhver ("A Little Bit of Good").
Der afholdes pressekonference med Roxie, men da hun ikke er særligt veltalende, forvandles konferencen til et bugtalernummer med Flynn som bagmand og Roxies mundbevægelser i den nye version af sandheden ("We Both Reached for the Gun"). Det giver gevinst, og Roxie kommer på alle forsiderne, mens Velma må se sin plads i rampelyset fordufte. Hun forsøger nu at få Roxie med i et nummer ("I Can't Do It Alone"), men Roxie afviser hende. Imidlertid får hun også snart problemer, da en ny sensationsforbrydelse stjæler overskrifterne. Begge de to kvinder indser, at de kun kan stole på sig selv ("My Own Best Friend"), og Roxie simulerer nu graviditet, hvilket straks får hende tilbage på forsiderne.
Velma indleder andet akt med at beklage sig for publikum over Roxies fortsatte medgang ("I Know a Girl") trods dennes åbenlyse løgne ("Me and My Baby"). Trods lidt usikkerhed om tidspunktet påtager Amos sig gerne faderskabet, men ingen interesserer sig for ham ("Mr. Cellophane"). Velma søger stadig at få Flynns opmærksomhed til sin retssag med sine ideer ("When Velma Takes the Stand"). Flynn demonstrerer sin evne til at snøre medierne ("Razzle Dazzle"), men går bag Velmas ryg og giver dennes ideer til Roxies retssag. Det bliver for meget for Mama og Velma, der beklager sig over Flynns mangel på moral ("Class").
Det går tilsyneladende fint med Roxies retssag, men Mama og Velma finder Roxies afslørende dagbog, som Velma giver til anklageren og dermed kommer til at vidne mod Roxie. Det lykkes dog for Flynn at få juryen overbevist om, at dagbogen er et falsum, og Roxie frifindes. Men i netop det øjeblik, hvor Roxie skal slippes ud, sker der endnu et sensationelt drab, der gør, at Roxie ikke får de forventede overskrifter.
Hun må derfor erkende, at hun er tilbage i ubemærketheden, hvor hun forsøger at få en tredjerangskarriere som sanger ("Nowadays"). Velma er også sluppet ud og har heller ikke fået succes, så hun foreslår igen Roxie at lave et fællesnummer, hvilket Roxie nølende accepterer. Men med to frigivne mordersker i et nummer får de to kvinder omsider succes, og alle falder ind i deres fælles nummer som finale ("Hot Honey Rag").

## Musikken
Numrene i stykket i rækkefølge er:
- Ouverture (orkesternummer)
- All That Jazz (Velma)
- Funny Honey (Roxie)
- Cell Block Tango (seks kvindelige indsatte, heriblandt Velma)
- When You're Good to Mama (Mama Morton)
- All I Care About (Flynn)
- Little Bit of Good (Mary Sunshine)
- We Both Reached for the Gun (også kaldet The Press Conference Rag, bugtalernummer med Flynn som sanger)
- Roxie (Roxie)
- I Can't Do It Alone (Velma)
- My Own Best Friend (Velma og Roxie)
- Me and My Baby (Velma og Roxie)
- Mr. Cellophane (Amos)
- When Velma Takes the Stand (Velma)
- Razzle Dazzle (Flynn)
- Class
- Nowadays (Roxie)
- Hot Honey Rag (Roxie, Velma med resten af ensemblet)

Musikken tager udgangspunkt i den tid, den foregår i. Der er derfor et stærkt jazzpræg, som suppleres af ragtime, charleston, vaudeville, cabaret à la Kurt Weill og andre genrer.

## Opførelser
Chicago havde premiere 3. juni 1975 på Broadway og blev i de følgende godt to år opført ikke færre end 936 gange. Musicalen druknede lidt i successen med A Chorus Line, der havde premiere samme år, og Chicago var flere gange ved at stoppe, men blandt andet en periode med Liza Minnelli i rollen som Roxie gav stykket ekstra opmærksomhed.
Stykket gik derpå lidt i glemmebogen, da det i 1996 blev taget op igen på Broadway. Denne gang lavede man en mere skrabet version, især scenografisk. Og denne gang blev successen straks slået fast. Stykket vandt en række teaterpriser, og det har lige siden spillet med over 4.000 forestillinger i 2007.
Efter denne nyopsætning fik også London-teatrene øjnene op, og Chicago fik engelsk premiere i 1997. Også her fik stykket succes og spiller fortsat. En række andre produktioner har siden kunnet ses over det meste af verden.

### I Danmark
Chicago har været sat op flere gange i Danmark, blandt andet i 1976 på Århus Teater med blandt andet Kirsten Norholt på rollelisten, i 1977 på Det Danske Teater og i 1989 på Odense Teater med instruktion af Morten Hovmand.
Allescenen på Frederiksberg har også spillet forestillingen i 1977, med bl.a. Susse Wold, Lisbeth Dahl, Bent Mejding, Lily Broberg og Erik Påske i hovedrollerne. Kapelmester var Niels Jørgen Steen. Instruktion af Bent Mejding og scenografi af Claus Rostrup
Nyeste opsætning havde premiere på Det Ny Teater 14. september 2007 med blandt andet Julie Steincke i rollen som Velma, Birgitte Hjort Sørensen som Roxie, Jesper Asholt som Amos, Peter Jorde som Flynn og Pernille Højmark som Mama, Patrick Spiegelberg, samt Peder Kragerup som kapelmester.